# Cezary Urban
Cezary Urban (ur. 1 czerwca 1963 w Szczecinie) – polski nauczyciel, polityk i samorządowiec, z wykształcenia matematyk, poseł na Sejm VI kadencji.

## Życiorys
Absolwent Wydziału Matematyki Uniwersytetu Szczecińskiego. W latach 1989–1996 pracował jako nauczyciel matematyki w szczecińskich szkołach podstawowych. Od 1 września 1996 (z krótką przerwą od 7 listopada 2007 do 5 maja 2008) pełni funkcję dyrektora XIII Liceum Ogólnokształcącego w Szczecinie, uznawanego w tym czasie wielokrotnie przez miesięcznik „Perspektywy” i dziennik „Rzeczpospolita” za najlepsze w Polsce, a także uznanego za „Szkołę XX-lecia”.
W 2005 wstąpił do Platformy Obywatelskiej, z której kandydował bezskutecznie do Sejmu w wyborach parlamentarnych w tym samym roku. W wyborach samorządowych w 2006 został wybrany na radnego sejmiku zachodniopomorskiego (pełnił mandat do 2007). W wyborach z 21 października 2007 został wybrany do Sejmu VI kadencji z listy Platformy Obywatelskiej. Kandydując w okręgu szczecińskim, zdobył 8646 głosów. W 2011 kandydował w wyborach parlamentarnych, nie uzyskując reelekcji (dostał 3424 głosy). Bezskutecznie kandydował do sejmiku z ramienia komitetu wyborczego Bezpartyjni Pomorze Zachodnie (zorganizowanego przez Piotra Krzystka) w 2014 oraz z ramienia KWW Bezpartyjni Samorządowcy w 2018. Mandat radnego VI kadencji uzyskał jednak w 2023 (w miejsce zmarłej Marii Ilnickiej-Mądry). Nie utrzymał go w kolejnych wyborach w 2024.

## Odznaczenia i wyróżnienia
Prezydent Szczecina uhonorował go tytułem „Ambasadora Szczecina 2002”. Otrzymał Brązowy (2002) i Srebrny (2007) Krzyż Zasługi.